# 袁時選
袁時選（16世紀—17世紀），字公籲、無擇，號粤畸，浙江宁波府鄞县人，明朝政治人物。同进士出身。

## 生平
二月二十八日生，治易经。萬曆二十二年甲午科浙江鄉試第六十八名舉人，二十三年（1595年）乙未科三甲一百三十三名进士，都察院觀政，本年十二月授官廣東雷州府遂溪县知县，擢南京刑部主事，少有才，工于诗，安邑屠隆嘗一见，赞赏之曰：吾自後文章之事當属無擇。及隆殁，時選爲诗，哭之极哀。

## 家族
曾祖袁武。祖袁傑。父袁钶。母李氏，继母张氏、张氏。具庆下。娶李氏。子光罂、振罂。